# Problema del enlace
El problema de la conciencia y el enlace es la cuestión de cómo los objetos, el trasfondo y las características abstractas o emocionales se combinan en una sola experiencia. 
El término refiere a la codificación general de los circuitos cerebrales para la combinación de decisiones, acciones y percepción. Se considera un "problema" debido a que no existe un modelo completo.
El problema del enlace se puede subdividir en cuatro partes: de percepción, utilizados en neurociencia, ciencia cognitiva y filosofía de la mente. Incluye consideraciones generales sobre la coordinación, la unidad subjetiva de percepción y la vinculación variable. 

## Consideraciones generales sobre coordinación

### Resumen del problema
La atención es crucial para determinar qué fenómenos parecen estar unidos, notados y recordados.  Este problema de unión específico se denomina generalmente sincronía temporal. En el nivel más básico, toda activación neuronal y su adaptación depende de una consideración específica del momento oportuno (Feldman, 2010). A un nivel mucho más amplio, los patrones frecuentes en la actividad neuronal a gran escala son una importante herramienta científica y de diagnóstico. 

### Teoría e investigación de la sincronización.
Una hipótesis popular mencionada por Peter Milner, en su artículo de 1974 Un modelo para el reconocimiento visual de formas, ha sido que las características de los objetos individuales están unidas/segregadas mediante la sincronización de la actividad de diferentes neuronas en la corteza.   Se supone que la teoría, llamada unión por sincronía (binding-by-synchrony=BBS), se produce mediante la sincronización mutua transitoria de neuronas ubicadas en diferentes regiones del cerebro cuando se presenta el estímulo.  La prueba empírica de la idea salió a la luz cuando von der Malsburg propuso que la vinculación de características planteaba un problema especial que no podía resolverse simplemente con las tasas de activación celular.  Sin embargo, se ha demostrado que esta teoría puede no ser un problema ya que se reveló que los módulos codifican conjuntamente para múltiples funciones, contrarrestando el problema de vinculación de funciones.  Se ha demostrado que la sincronía temporal es la más frecuente cuando se trata del primer problema, "Consideraciones generales sobre la coordinación", porque es un método eficaz para observar el entorno y es bueno para agrupar y segmentar. Varios estudios sugirieron que, de hecho, existe una relación entre la activación rítmica sincrónica y la vinculación de funciones. Este disparo rítmico parece estar relacionado con oscilaciones intrínsecas en los potenciales somáticos neuronales, típicamente en el rango gamma de alrededor de 40 a 60 hercios.  Singer ha resumido los argumentos positivos a favor del papel de la sincronía rítmica en la resolución del problema de vinculación segregacional entre objeto y característica.  Ciertamente, existe amplia evidencia de la sincronización de la activación neuronal como parte de las respuestas a los estímulos visuales.
Sin embargo, existe inconsistencia entre los hallazgos de diferentes laboratorios. Además, varios críticos recientes, incluidos Shadlen y Movshon  y Merker  han expresado su preocupación acerca de que la teoría sea potencialmente insostenible. Thiele y Stoner descubrieron que la unión perceptiva de dos patrones en movimiento no tenía ningún efecto sobre la sincronización de las neuronas que respondían a dos patrones: cuadros coherentes y no coherentes.  En la corteza visual primaria, Dong et al. Descubrieron que el hecho de que dos neuronas respondieran a contornos de la misma forma o de formas diferentes no tenía ningún efecto sobre la sincronía neuronal, ya que la sincronía es independiente de la condición de unión.
Shadlen y Movshon  plantean una serie de dudas sobre la base teórica y empírica de la idea de vinculación segregacional por sincronía temporal. No hay evidencia biofísica de que las neuronas corticales sean selectivas a la entrada sincrónica en este punto de precisión y la actividad cortical con una sincronía tan precisa es rara. La sincronización también está relacionada con la actividad de las endorfinas. Se ha demostrado que puede no ser necesaria una sincronización precisa de los picos para ilustrar un mecanismo de unión visual y solo prevalece en el modelado de ciertas interacciones neuronales. Por el contrario, Seth  describe un robot artificial basado en un cerebro que demuestra circuitos neuronales múltiples, separados y ampliamente distribuidos, que se activan en diferentes fases, lo que demuestra que las oscilaciones cerebrales regulares a frecuencias específicas son esenciales para los mecanismos neuronales de unión.
Goldfarb y Treisman  señalan que parece surgir un problema lógico al vincularse únicamente mediante sincronía si hay varios objetos que comparten algunas de sus características y no otras. En el mejor de los casos, la sincronía puede facilitar la segregación apoyada por otros medios (como reconoce von der Malsburg). 
Varios estudios neuropsicológicos sugieren que la asociación de color, forma y movimiento como "características de un objeto" no es simplemente una cuestión de vinculación o "unión", sino que ha demostrado ser ineficaz para no unir elementos en grupos cuando se considera la asociación  y brindan amplia evidencia de señales de retroalimentación de arriba hacia abajo que garantizan que los datos sensoriales se manejen como características de objetos postulados (a veces erróneamente) en las primeras etapas del procesamiento. Pylyshyn  también ha enfatizado la forma en que el cerebro parece preconcebir objetos a partir de los cuales se asignan características a las que se les atribuye existencia continua incluso si características como el color cambian. Esto se debe a que la integración visual aumenta con el tiempo y la indexación de objetos visuales ayuda a fundamentar los conceptos visuales.

## Teoría de la integración de características

### Resumen del problema
El problema de vinculación de características visuales se refiere a la pregunta de por qué no confundimos un círculo rojo y un cuadrado azul con un círculo azul y un cuadrado rojo. Está aumentando la comprensión de los circuitos en el cerebro estimulados para la vinculación de características visuales. Se requiere un proceso vinculante para que podamos codificar con precisión varias características visuales en áreas corticales separadas.
En su teoría de la integración de características, Treisman sugirió que una de las primeras etapas de unión entre características está mediada por los vínculos de las características con una ubicación común. La segunda etapa consiste en combinar características individuales de un objeto que requiere atención, y seleccionar ese objeto se produce dentro de un "mapa maestro" de ubicaciones. Las demostraciones psicofísicas de fallas de vinculación en condiciones de atención total respaldan la idea de que la vinculación se logra a través de etiquetas de ubicación comunes. 
Una implicación de estos enfoques es que los datos sensoriales como el color o el movimiento normalmente no existen en forma "no asignada". Para Merker:  "El 'rojo' de una bola roja no flota incorpórea en un espacio de color abstracto en V4". Si la información de color asignada a un punto en el campo visual se convierte directamente, mediante la instanciación de alguna forma de lógica proposicional (análoga a la utilizada en el diseño por computadora) en información de color asignada a una "identidad de objeto" postulada por una señal de arriba hacia abajo como lo sugieren Purves y Lotto (por ejemplo, aquí hay azul + el objeto 1 está aquí = el objeto 1 es azul), no puede existir ninguna tarea computacional especial de "unir" por medios como la sincronía. (Aunque Von der Malsburg  plantea el problema en términos de "proposiciones" vinculantes como "triángulo" y "cima", éstas, de forma aislada, no son proposicionales).
Cómo las señales en el cerebro llegan a tener contenido proposicional o significado es una cuestión mucho más amplia. Sin embargo, tanto Marr  como Barlow  sugirieron, sobre la base de lo que se sabía sobre la conectividad neuronal en la década de 1970, que se esperaría que la integración final de características en un percepto se pareciera a la forma en que operan las palabras en las oraciones.
El papel de la sincronía en la vinculación segregacional sigue siendo controvertido. Merker  ha sugerido recientemente que la sincronía puede ser una característica de áreas de activación en el cerebro que se relaciona con una característica "infraestructural" del sistema computacional análoga al aumento de la demanda de oxígeno indicado mediante imágenes de contraste de señal BOLD. Las aparentes correlaciones específicas con las tareas segregativas pueden explicarse sobre la base de la interconectividad de las áreas involucradas. Como posible manifestación de la necesidad de equilibrar la excitación y la inhibición a lo largo del tiempo, se podría esperar que esté asociado con circuitos reentrantes recíprocos como en el modelo de Seth et al.  (Merker ofrece la analogía del silbido de un amplificador de audio que recibe su propia salida).

### Trabajo experimental
Se sugiere la vinculación de características visuales para tener una atención selectiva a las ubicaciones de los objetos. Si realmente la atención espacial juega un papel en la integración vinculante, lo hará principalmente cuando la ubicación del objeto actúa como una señal vinculante. Los hallazgos de un estudio han demostrado que las imágenes de resonancia magnética funcional indican regiones de la corteza parietal involucradas en la atención espacial, involucradas en tareas de conjunción de características en tareas de características únicas. La tarea implicó que se mostraran múltiples objetos simultáneamente en diferentes lugares, lo que activaba la corteza parietal. Mientras que cuando se muestran varios objetos secuencialmente en el mismo lugar, la corteza parietal estaba menos comprometida. 

#### Experimentos de comportamiento
Defoulzi et al. investigó la vinculación de características a través de dos dimensiones, para eliminar la ambigüedad de si una combinación específica de color y dirección de movimiento se percibe como unida o no. Dos características conductualmente relevantes, incluido el color y el movimiento que pertenecen al mismo objeto, se definen como condición "ligada". Mientras que la condición "no vinculada" tiene características que pertenecen a diferentes objetos. Se registraron potenciales de campo locales de la corteza prefrontal lateral (lateral prefrontal cortex = lPFC) en monos y se monitorearon durante diferentes configuraciones de estímulo. Los hallazgos sugieren una representación neuronal de la vinculación de características visuales en bandas de frecuencia de 4 a 12 hercios. También se sugiere que la transmisión de información vinculante se transmita a través de diferentes subpoblaciones neuronales de lPFC. Los datos muestran una relevancia conductual de la información vinculante que está vinculada al tiempo de reacción del animal. Esto incluye la participación de la corteza prefrontal a la que se dirigen las corrientes visuales dorsal y ventral en la unión de características visuales de diferentes dimensiones (color y movimiento). 
Se sugiere que la vinculación de características visuales consta de dos mecanismos diferentes en la percepción visual. Un mecanismo consiste en la familiaridad agonística de posibles combinaciones de características que integran varias ventanas de integración temporal. Se especula que este proceso está mediado por procesos de sincronización neuronal y sincronización temporal en la corteza visual. El segundo mecanismo está mediado por la familiaridad con el estímulo y lo proporciona el apoyo atencional de arriba hacia abajo de objetos familiares. 

## Conciencia y vinculación

### Resumen del problema
Smythies  define el problema del enlace, también conocido como unidad subjetiva de percepción, como "¿Cómo construyen realmente los mecanismos cerebrales el objeto fenoménico?". Revonsuo  equipara esto con una "vinculación relacionada con la conciencia ", enfatizando la implicación de un aspecto fenoménico. Como explora Revonsuo en 2006,  hay matices de diferencia más allá de la división básica BP1:BP2. Smythies habla de construir un objeto fenoménico ("unidad local" para Revonsuo), pero filósofos como Descartes, Leibniz, Kant y James (ver Brook y Raymont)  normalmente se han preocupado por la unidad más amplia de una experiencia fenoménica ("unidad global"). unidad" para Revonsuo) – que, como ilustra Bayne  puede implicar características tan diversas como ver un libro, escuchar una melodía y sentir una emoción. La discusión adicional se centrará en este problema más general de cómo los datos sensoriales que pueden haber sido segregados, por ejemplo, en "cuadrado azul" y "círculo amarillo", deben recombinarse en una única experiencia fenoménica de un cuadrado azul al lado de un círculo amarillo, además de todas las demás características de su contexto. Existe una amplia gama de opiniones sobre cuán real es esta "unidad", pero la existencia de condiciones médicas en las que parece subjetivamente deteriorada, o al menos restringida, sugiere que no es del todo ilusoria. 
Existen muchas teorías neurobiológicas sobre la unidad subjetiva de la percepción. Diferentes características visuales como el color, el tamaño, la forma y el movimiento son calculadas por circuitos neuronales en gran medida distintos, pero experimentamos un todo integrado. Las diferentes características visuales interactúan entre sí de diversas maneras. Por ejemplo, la discriminación de formas de los objetos se ve fuertemente afectada por la orientación, pero sólo ligeramente por el tamaño del objeto.  Algunas teorías sugieren que la percepción global del todo integrado implica áreas visuales de orden superior.  También hay evidencia de que la corteza parietal posterior es responsable de la segmentación y organización de la escena perceptiva.  Los cuerpos uno frente al otro se procesan como una sola unidad y hay un mayor acoplamiento del área del cuerpo extraestriado (extrastriate body area = EBA) y el surco temporal posterior superior (posterior superior temporal sulcus = pSTS) cuando los cuerpos están uno frente al otro.  Esto sugiere que el cerebro está predispuesto a agrupar a los humanos en parejas o parejas. 

### Historia
Los filósofos Descartes y Leibniz  señalaron que la aparente unidad de nuestra experiencia es una característica cualitativa de todo o nada que no parece tener un equivalente en las características cuantitativas conocidas, como la proximidad o la cohesión, de la materia compuesta. William James  en el siglo XIX examinó las formas en que la física conocida podría explicar la unidad de la conciencia y no encontró una respuesta satisfactoria. Acuñó el término "problema de combinación", en el contexto específico de una "teoría del polvo mental" en la que se propone que una experiencia humana consciente completa se construye a partir de proto o microexperiencias de la misma manera que se construye la materia. de los átomos. James afirmó que tal teoría era incoherente, ya que no se podía dar ninguna explicación física causal de cómo se "combinarían" las protoexperiencias distribuidas. En cambio, favoreció un concepto de "co-conciencia" en el que hay una "experiencia de A, B y C" en lugar de experiencias combinadas. Brook y Raymont ofrecen una discusión detallada de las posiciones filosóficas posteriores. Sin embargo, estos generalmente no incluyen interpretaciones físicas.
Whitehead  propuso una base ontológica fundamental para una relación consistente con la idea de James de co-conciencia, en la que muchos elementos causales están co-disponibles o "compresentes" en un solo evento u "ocasión" que constituye una experiencia unificada. Whitehead no dio detalles físicos, pero la idea de compresencia se formula en términos de convergencia causal en una interacción local consistente con la física. Donde Whitehead va más allá de cualquier cosa formalmente reconocida en física es en la "fragmentación" de relaciones causales en "ocasiones" complejas pero discretas. Incluso si tales ocasiones pueden definirse, el enfoque de Whitehead todavía deja la dificultad de James para encontrar un sitio, o sitios, de convergencia causal que tendría sentido neurobiológico para la "co-conciencia". Es evidente que existen sitios de convergencia de señales en todo el cerebro, pero existe la preocupación de evitar reinventar lo que Daniel Dennett  llama un teatro cartesiano o un sitio central único de convergencia de la forma que propuso Descartes.
El "alma" central de Descartes ahora se rechaza porque la actividad neuronal estrechamente correlacionada con la percepción consciente está ampliamente distribuida por toda la corteza. Las opciones restantes parecen ser la participación separada de múltiples eventos distribuidos causalmente convergentes o un modelo que no vincule una experiencia fenoménica a ningún evento físico local específico, sino más bien a alguna capacidad "funcional" general. Cualquiera que sea la interpretación que se adopte, como indica Revonsuo, no hay consenso sobre a qué nivel estructural estamos tratando: si el nivel celular, el de los grupos celulares como "nodos", "complejos" o "conjuntos" o el de Redes distribuidas. Probablemente sólo haya un acuerdo general en que no es el nivel de todo el cerebro, ya que hay evidencia de que las señales en ciertas áreas sensoriales primarias, como la región V1 de la corteza visual (además de las áreas motoras y el cerebelo), no contribuir directamente a la experiencia fenomenal.

### Trabajo experimental sobre la base biológica de la unión.

#### Trabajo de resonancia magnética funcional
Stoll y sus colegas realizaron un experimento de resonancia magnética funcional para ver si los participantes verían un estímulo dinámico biestable a nivel global o local.  Las respuestas en las regiones corticales visuales inferiores se suprimieron cuando los participantes vieron el estímulo globalmente. Sin embargo, si la percepción global no tenía agrupaciones de formas, se suprimieron las regiones corticales superiores. Este experimento muestra que la corteza de orden superior es importante en la agrupación perceptual.
Grassi y sus colegas utilizaron tres estímulos de movimiento diferentes para investigar la segmentación de escenas o cómo las entidades significativas se agrupan y separan de otras entidades en una escena.  En todos los estímulos, la segmentación de escenas se asoció con una mayor actividad en la corteza parietal posterior y una disminución de la actividad en las áreas visuales inferiores. Esto sugiere que la corteza parietal posterior es importante para visualizar un todo integrado.

#### Trabajo de EEG
Mersad y sus colegas utilizaron una técnica de etiquetado de frecuencia EEG para diferenciar entre la actividad cerebral del objeto completo integrado y la actividad cerebral de partes del objeto.  Los resultados mostraron que el sistema visual une a dos humanos muy próximos como parte de un todo integrado. Estos resultados son consistentes con las teorías evolutivas de que los cuerpos cara a cara son una de las primeras representaciones de la interacción social.  También respalda otros trabajos experimentales que muestran que las áreas visuales selectivas del cuerpo responden más fuertemente a los cuerpos enfrentados. 

#### Túnel de electrones
Los experimentos han demostrado que la ferritina y la neuromelanina en el tejido fijo de la sustancia negra pars compacta (SNc) humana pueden soportar la tunelización de electrones generalizada.  Experimentos adicionales han demostrado que las estructuras de ferritina similares a las que se encuentran en el tejido SNc son capaces de conducir electrones a distancias de hasta 80 micrones y que se comportan de acuerdo con la teoría del bloqueo de Coulomb para realizar una función de conmutación o enrutamiento.   Ambas observaciones son consistentes con predicciones anteriores que son parte de una hipótesis de que la ferritina y la neuromelanina pueden proporcionar un mecanismo de unión asociado con un mecanismo de selección de acción,  aunque la hipótesis en sí aún no se ha investigado directamente. La hipótesis y estas observaciones se han aplicado a la Teoría Integrada de la Información. 

### Teorías modernas
Daniel Dennett  ha propuesto que nuestra sensación de que nuestras experiencias son eventos únicos es ilusoria y que, en cambio, en cualquier momento hay "múltiples borradores" de patrones sensoriales en múltiples sitios. Cada uno cubriría sólo un fragmento de lo que creemos que experimentamos. Podría decirse que Dennett afirma que la conciencia no está unificada y que no existe ningún problema fenomenal de vinculación. La mayoría de los filósofos tienen dificultades con esta posición (ver Bayne)  pero algunos fisiólogos están de acuerdo con ella. En particular, la demostración de asincronía perceptiva en experimentos psicofísicos de Moutoussis y Zeki,   cuando el color se percibe antes de la orientación de las líneas y antes del movimiento 40 y 80 ms, respectivamente, constituye un argumento que, en estos períodos muy cortos períodos de tiempo, diferentes atributos se perciben conscientemente en diferentes momentos, lo que lleva a la opinión de que al menos durante estos breves períodos de tiempo después de la estimulación visual, diferentes eventos no están vinculados entre sí, lo que lleva a la visión de una desunión de la conciencia  al menos durante estos breves intervalos de tiempo. La opinión de Dennett podría estar en consonancia con la evidencia de experimentos de recuerdo y ceguera al cambio que pretenden mostrar que nuestras experiencias son mucho menos ricas de lo que percibimos: lo que se ha llamado la Gran Ilusión.  Sin embargo, pocos autores, si es que hay alguno, sugieren la existencia de múltiples "borradores" parciales. Además, también sobre la base de experimentos de recuerdo, Lamme  ha cuestionado la idea de que la riqueza es ilusoria, enfatizando que el contenido fenoménico no puede equipararse con el contenido al que existe acceso cognitivo.
Dennett no vincula los borradores con eventos biofísicos. Edwards  y Sevush invocan múltiples sitios de convergencia causal en términos biofísicos específicos.  Desde este punto de vista, las señales sensoriales que se combinarán en una experiencia fenomenal están disponibles, en su totalidad, en cada uno de los múltiples sitios. Para evitar combinaciones no causales, cada sitio/evento se coloca dentro de un árbol dendrítico neuronal individual. La ventaja es que se invoca la "compresencia" justo donde se produce la convergencia neuroanatómicamente. La desventaja, como para Dennett, es el concepto contrario a la intuición de múltiples "copias" de la experiencia. La naturaleza precisa de un evento u "ocasión" experiencial, incluso si es local, también sigue siendo incierta.
La mayoría de los marcos teóricos sobre la riqueza unificada de la experiencia fenoménica se adhieren a la idea intuitiva de que la experiencia existe como una copia única y se basan en descripciones "funcionales" de redes distribuidas de células. Baars  ha sugerido que ciertas señales, que codifican lo que experimentamos, entran en un "espacio de trabajo global" dentro del cual se "transmiten" a muchos sitios de la corteza cerebral para su procesamiento paralelo. Dehaene, Changeux y sus colegas  han desarrollado una versión neuroanatómica detallada de dicho espacio de trabajo. Tononi y sus colegas  han sugerido que el nivel de riqueza de una experiencia está determinado por el "cuello de botella" de la interfaz de información más estrecha en la subred o "complejo" más grande que actúa como una unidad funcional integrada. Lamme  ha sugerido que las redes que apoyan la señalización recíproca en lugar de aquellas simplemente involucradas en la señalización de retroalimentación apoyan la experiencia. Edelman y sus colegas también han enfatizado la importancia de la señalización reentrante.  Cleeremans  enfatiza la metarrepresentación como la firma funcional de señales que contribuyen a la conciencia.
En general, estas teorías basadas en redes no son teorías explícitas de cómo se unifica o "vincula" la conciencia, sino más bien teorías de dominios funcionales dentro de los cuales las señales contribuyen a la experiencia consciente unificada. Una preocupación por los dominios funcionales es lo que Rosenberg  ha llamado el problema de los límites; Es difícil encontrar una explicación única de lo que se debe incluir y lo que se excluye. Sin embargo, este es, en todo caso, el enfoque de consenso.
Dentro del contexto de la red, se ha invocado un papel para la sincronía como solución al fenomenal problema de vinculación, así como al computacional. En su libro, The Astonishing Hypothesis,  Crick parece ofrecer una solución tanto para BP2 como para BP1. Incluso von der Malsburg,  introduce argumentos computacionales detallados sobre la vinculación de las características del objeto con comentarios sobre un "momento psicológico". El grupo Singer  también parece estar interesado tanto en el papel de la sincronía en la conciencia fenoménica como en la segregación computacional.
La aparente incompatibilidad de utilizar la sincronía para segregar y unificar podría explicarse por roles secuenciales. Sin embargo, Merker  señala lo que parece ser una contradicción en los intentos de resolver la unidad subjetiva de la percepción en términos de un dominio funcional (es decir, computacional) en lugar de biofísico local, en el contexto de la sincronía.
Los argumentos funcionales a favor del papel de la sincronía están, de hecho, respaldados por el análisis de eventos biofísicos locales. Sin embargo, Merker  señala que el trabajo explicativo se realiza mediante la integración de señales sincronizadas en las neuronas postsinápticas: "Sin embargo, no está claro qué debe entenderse por 'unión por sincronía' aparte de la ventaja umbral conferida por la sincronía en, y sólo en, sitios de convergencia axonal en árboles dendríticos individuales..." En otras palabras, aunque la sincronía se propone como una forma de explicar la unión sobre una base distribuida, en lugar de convergente, la justificación depende de lo que sucede en la convergencia. Se propone que las señales para dos características estén vinculadas por sincronía porque la sincronía afecta la interacción convergente aguas abajo. Cualquier teoría de vinculación fenoménica basada en este tipo de función computacional parecería seguir el mismo principio. La fenomenalidad implicaría convergencia, si la función computacional la implica.
El supuesto en muchos de los modelos citados sugiere que los eventos computacionales y fenoménicos, al menos en algún punto de la secuencia de eventos, son paralelos entre sí de alguna manera. La dificultad sigue siendo identificar cuál podría ser esa manera. El análisis de Merker  sugiere que (1) tanto los aspectos computacionales como los fenoménicos de la unión están determinados por la convergencia de señales en árboles dendríticos neuronales, o (2) que nuestras ideas intuitivas sobre la necesidad de "unir" en un "mantenerse unidos" sentido tanto en contextos computacionales como fenoménicos son erróneos. Es posible que estemos buscando algo extra que no sea necesario. Merker, por ejemplo, sostiene que la conectividad homotópica de las vías sensoriales realiza el trabajo necesario.

## Ciencia cognitiva y vinculación.
En el conexionismo moderno se desarrollan neuroarquitecturas cognitivas (por ejemplo, "Redes oscilatorias",  "Arquitectura cognitiva conexionista/simbólica (ICS) integrada",  "Representaciones holográficas reducidas (HRR)",  "Marco de ingeniería neuronal (NEF) )"  ) que resuelven el problema de vinculación mediante mecanismos de sincronización integradores (por ejemplo, el mecanismo de "vinculación por sincronía (BBS) sincronizado (en fase)") (1) en la cognición perceptiva ("cognición de bajo nivel" ): Este es el desempeño neurocognitivo de cómo un objeto o evento que se percibe (por ejemplo, un objeto visual) se "une" dinámicamente a partir de sus propiedades (por ejemplo, forma, contorno, textura, color, dirección de movimiento) como un representación, es decir, puede experimentarse en la mente como una "Gestalt" unificada en términos de la psicología Gestalt ("unión de características", vinculación de características"), (2) y en la cognición del lenguaje ("cognición de alto nivel"): Esto es el desempeño neurocognitivo de cómo se genera una unidad lingüística (por ejemplo, una oración) relacionando conceptos semánticos y roles sintácticos entre sí de una manera dinámica, de modo que uno pueda generar estructuras y proposiciones simbólicas sistemáticas y compositivas que se experimentan como representaciones mentales complejas en el mente ("vinculación variable").    

## Intencionalidad compartida y vinculante
Según Igor Val Danilov,  el conocimiento sobre los procesos neurofisiológicos durante la intencionalidad compartida puede revelar ideas sobre el problema vinculante e incluso la percepción del desarrollo del objeto, ya que la intencionalidad tiene éxito antes de que los organismos enfrenten el problema vinculante. De hecho, al comienzo de la vida, el entorno es una cacofonía de estímulos: ondas electromagnéticas, interacciones químicas y fluctuaciones de presión. Debido a que el entorno no está categorizado para los organismos en esta etapa inicial de desarrollo, la sensación está demasiado limitada por el ruido para resolver el problema de la señal: el estímulo relevante no puede superar la magnitud del ruido si pasa a través de los sentidos. Si bien los organismos muy jóvenes necesitan combinar objetos, antecedentes y características abstractas o emocionales en una sola experiencia para construir la representación de la realidad circundante, no pueden distinguir estímulos sensoriales relevantes de forma independiente para integrarlos en representaciones de objetos. Incluso el enfoque del sistema dinámico incorporado no puede evitar el problema del ruido. La aplicación de información incorporada requiere un entorno ya categorizado sobre los objetos –una representación holística de la realidad– que ocurre a través (y sólo después del surgimiento de) la percepción y la intencionalidad.  